# Bill Shankly
William ("Bill") Shankly (Glenbuck (East Ayrshire, Schotland), 2 september 1913 – Liverpool, 29 september 1981) was een Schots voetballer en coach, die vooral bekend werd als trainer van Liverpool FC.
Hij begon zijn carrière bij de Glenbuck Cherrypickers, het lokale team. Op zijn achttiende tekende hij een contract Cronberry Eglinton waar hij slechts een half seizoen speelde. In die korte periode had hij toch veel geleerd, vooral door te luisteren naar oudere spelers en zijn vier broers. Shankly tekende voor Carlisle United in 1932. Succes als speler haalde hij pas bij Preston North End, waarmee hij de FA Cup won in 1938. Shankly kwam zeven maal uit voor de Schotse nationale ploeg. Hij was een sterke middenvelder.
In 1949 begon hij als trainer, bij Carlisle United. Na bij een aantal kleine clubs gewerkt te hebben werd hij in 1959 trainer van Liverpool. Deze club speelde destijds in de tweede divisie. Shankly wist een sterk team op te bouwen, waarmee drie jaar later gepromoveerd werd naar de First Division. In 1964, dus twee jaar na de promotie, werd Liverpool landskampioen. Onder leiding van Bill Shankly werd deze titel opnieuw behaald in 1966 en 1973. Ook werd de FA Cup gewonnen in 1965 en 1974 en werd de eerste van vele internationale titels behaald: de UEFA Cup in 1973.
Shankly was een kleurrijk figuur, die er een geheel eigen filosofie op na hield. Zo zei hij ooit: "Sommige mensen vinden voetbal een zaak van leven en dood. Ik kan u verzekeren dat het veel, veel belangrijker is." Hij hechtte groot belang aan eenheid in een team, zodat hij de nodige aanvaringen had met meer eigengereide spelers.
Kort na de FA Cup-winst in '74 kondigde Shankly tot ontsteltenis van velen zijn vertrek aan. Protesten van fans en spelers waren echter tevergeefs. De ploeg die hij had opgebouwd zou binnen enkele jaren het Europese voetbal domineren. In Liverpool wordt Shankly nog steeds geëerd als een trainer die zijn ploeg in een korte tijd van de tweede divisie tot de Europese top wist op te werken.

## Erelijst
Als speler
 Preston North End
- FA Cup (1): 1937/38

Als trainer
 Liverpool
- Football League First Division (3): 1963/64, 1965/66, 1972/73
- Football League Second Division (1): 1961/62
- FA Cup (2): 1964/65, 1973/74
- FA Charity Shield (4): 1964, 1965, 1966, 1974
- UEFA Cup (1): 1972/73

Individueel
- Manager of The Year Award: 1972/73
- Officier in de Orde van het Britse Rijk: 1974
- PFA Merit Award: 1978
- English Football Hall of Fame: 2002
- Scottish Football Hall of Fame: 2004
- ESPN 10e beste trainer aller tijden: 2013
- France Football 10e beste trainer aller tijden: 2019
- World Soccer 20e beste trainer aller tijden: 2013